# Metaconchoecia inflata
Metaconchoecia inflata är en kräftdjursart som först beskrevs av Gooday 1981.  Metaconchoecia inflata ingår i släktet Metaconchoecia och familjen Halocyprididae.

## Underarter
Arten delas in i följande underarter:
- M. i. lata
- M. i. inflata